# Телчарка
Телчарка (болг. Телчарка) — село в Болгарии. Находится в Кырджалийской области, входит в общину Джебел. Население составляет 68 человек.

## Политическая ситуация
В местном кметстве Телчарка, в состав которого входит Телчарка, должность кмета (старосты) исполняет Вайтин Селяхтин Хайрула (Движение за права и свободы (ДПС)) по результатам выборов правления кметства.
Кмет (мэр) общины Джебел — Бахри Реджеб Юмер (Движение за права и свободы (ДПС)) по результатам выборов в правление общины.